# 俄罗斯大奖赛
俄罗斯大奖赛（羅馬化：Gran-Pri Rossii）是20世纪初在俄罗斯圣彼得堡短暂举办过的一项汽车赛事。时隔百年之后，俄罗斯大奖赛于2014年重回2014年世界一级方程式锦标赛赛曆。2014年10月12日，2014年世界一级方程式锦标赛第十六站比赛将在俄罗斯索契國際街道賽道拉开战幕。
在历经数十年的谈判之后，2010年10月，在时任俄罗斯总理普京的支持下，F1掌门人伯尼·埃克莱斯顿与俄罗斯克拉斯诺达尔边疆区行政长官正式签署了合作协议，决定在黑海海岸西南部著名的度假胜地，也是2014年冬奥会举办地——索契的奥林匹克公园附近修建一级方程式锦标赛赛道。計劃從2023年開始，俄羅斯大獎賽將會移至聖彼得堡的伊戈拉賽道舉行。然而在2022年3月，因俄羅斯入侵烏克蘭，一級方程式宣布終止與俄羅斯大獎賽的合同。

## 第一次世界大战以前
俄罗斯大奖赛於1913年和1914年在圣彼得堡赛道举办过两次。首次比赛取得胜利的是俄国车手格奥尔基·苏沃林，次年的比赛冠军得主则是德国人威利·肖勒。之后这项比赛由于第一次世界大战和俄国内战而被迫中断，随后苏联政府也没有再将这项赛事进行下去。 

### 1913年比赛结果
- 1.  格奥尔基·苏沃林 2:23:54.6
- 2.  伊凡·伊万诺夫 +2:56.4
- 3.  雷内·諾托姆 +5:24.4

### 1914年比赛结果
- 1.  威利·肖勒 1:48:32.2
- 2.  斯捷潘·奥布斯扬尼科夫 +10:31.6
- 3.  歐亨尼奧·贝里亚 +13:08.6

## 一级方程式赛车时期

### 苏联时期
早在20世纪80年代初，苏联政府就有在莫斯科举行“苏联大奖赛”的想法。1983年，苏联大奖赛一度出现在世界一级方程式锦标赛的临时赛曆上，但是当时的官僚主义作风最终导致该计划流产。然而，伯尼·埃克莱斯顿在当时的政治条件下依然没有放弃和其他共产主义国家的谈判，并最终让匈牙利大奖赛于1986年加入赛历，匈牙利由此成为当时首个举办F1赛事的共产主义国家。

### 俄罗斯时期

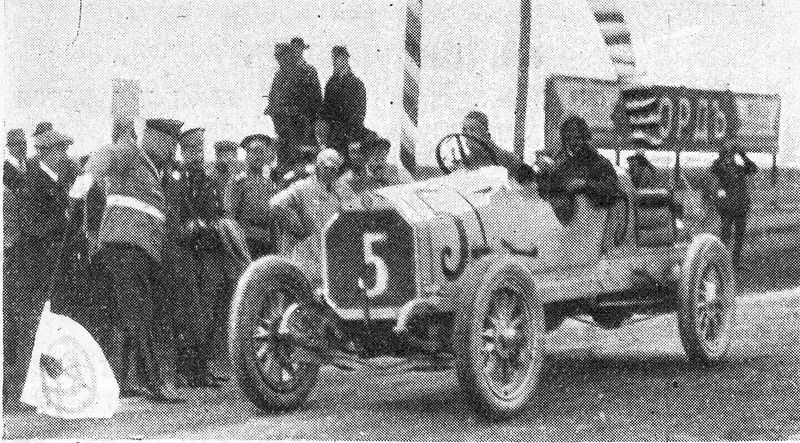
1913年俄罗斯大奖赛俄国车手格奥尔基·苏沃林到达终点

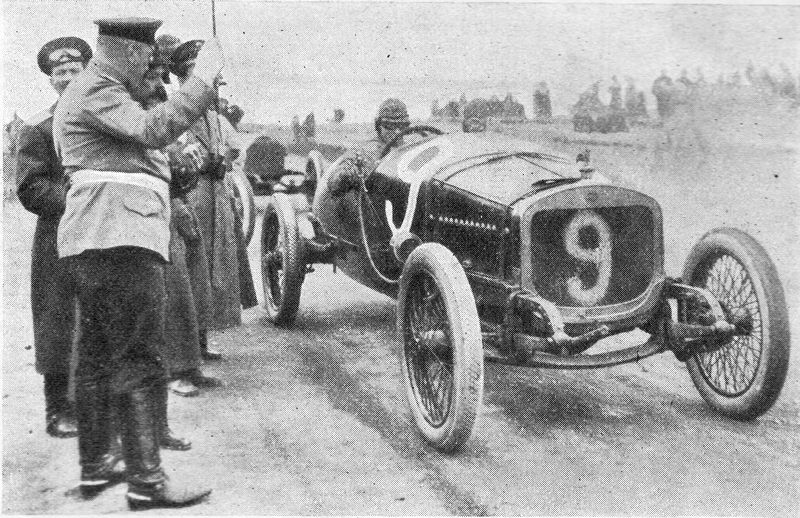
1913年俄罗斯大奖赛开赛前

2001年，时任俄罗斯总统的普京曾以个人身份支持在圣彼得堡普尔科沃机场附近修建一条F1赛道的计划，但最终并无任何实质性成果。另一次尝试是在2003年，当时莫斯科议会计划在该市北部修建一条赛道，但是该计划因为贸易合同争议而被取消。2008年9月，有消息指出赛道将会在莫斯科州以北的一座小镇修建，距莫斯科约77（48英里）。这条莫斯科赛道由赫尔曼·提尔克负责设计，用于举办一级方程式赛车和世界摩托车锦标赛。虽然该赛道最终并没能举办一场F1赛事，但是相比前两项计划而言已有进步，2012年，该赛道在完工后便先后举办了一系列雷诺方程式比赛。
维塔利·佩特罗夫2010年加入F1，成为参与该项赛事的第一位俄罗斯车手。伯尼·埃克莱斯顿再次表达了举办F1俄罗斯大奖赛的愿望，而俄罗斯最终抓住了这一机会。新赛道选址索契，将在2014年至2020年期间举办一级方程式赛事。赛道环绕奥林匹克公园，设计单圈长5.9公里。
2022年2月25日，因应俄羅斯對烏克蘭發動全面入侵，国际汽车联合会宣布取消同年在索契举办的俄罗斯站大赛。同年3月3日，一级方程式赛事宣布与俄罗斯大奖赛主办方终止双方的合同，意味着未来的俄罗斯大奖赛都将被取消。

## 賽事名稱
- 俄羅斯大獎賽（Russian Grand Prix）2014–2016
- 俄羅斯外貿銀行俄羅斯大獎賽（VTB Russian Grand Prix）2017–2021

## 冠军

### 多次奪冠車手
粗體表示該車手現在仍參加世界一級方程式錦標賽
| 次數 | 車手            | 年度                         |
| ---- | --------------- | ---------------------------- |
| 5    | 路易斯·咸美頓   | 2014、2015、2018、2019、2021 |
| 2    | 瓦尔特里·博塔斯 | 2017、2020                   |

### 多次奪冠車隊
粗體表示該車隊現在仍參加世界一級方程式錦標賽

粉紅色背景表示該賽事不屬於一級方程式世界錦標賽
| 次數 | 車隊     | 年度                                           |
| ---- | -------- | ---------------------------------------------- |
| 8    | 梅賽德斯 | 2014、2015、2016、2017、2018、2019、2020、2021 |
| 2    | 奔驰     | 1913、1914                                     |

### 歷屆冠軍
粉紅色背景表示該賽事不屬於一級方程式世界錦標賽
| 年份        | 車手            | 車隊     | 賽道     | 報告 |
| ----------- | --------------- | -------- | -------- | ---- |
| 2021        | 路易斯·咸美頓   | 梅賽德斯 | 索契賽道 | 報告 |
| 2020        | 瓦尔特里·博塔斯 | 梅賽德斯 | 索契賽道 | 報告 |
| 2019        | 路易斯·漢米爾頓 | 梅賽德斯 | 索契賽道 | 報告 |
| 2018        | 路易斯·漢米爾頓 | 梅賽德斯 | 索契賽道 | 報告 |
| 2017        | 瓦尔特里·博塔斯 | 梅賽德斯 | 索契賽道 | 報告 |
| 2016        | 尼可·羅斯堡     | 梅賽德斯 | 索契賽道 | 報告 |
| 2015        | 路易斯·漢米爾頓 | 梅賽德斯 | 索契賽道 | 報告 |
| 2014        | 路易斯·漢米爾頓 | 梅賽德斯 | 索契賽道 | 報告 |
| 2013 – 1915 | 停辦            | 停辦     | 停辦     | 停辦 |
| 1914        | 威利·肖勒       | 奔驰     | 圣彼得堡 | 報告 |
| 1913        | 格奥尔基·苏沃林 | 奔驰     | 圣彼得堡 | 報告 |